# Paradelphomyia nielseni
Paradelphomyia nielseni är en tvåvingeart som först beskrevs av Carl Ernst Otto Kuntze 1919.  Paradelphomyia nielseni ingår i släktet Paradelphomyia och familjen småharkrankar. Inga underarter finns listade i Catalogue of Life.